# Esquadra 802
A Esquadra 802 "Águias" é uma esquadra da Força Aérea Portuguesa. Baseada na Base Aérea de Sintra, a sua missão consiste em efectuar os estágios de selecção de voo aos candidatos à Academia da Força Aérea, ministrar a instrução elementar em Chipmunk MK-20 e nos planadores (Blanik e ASK-21) aos alunos da especialidade de piloto-aviador da AFA.